# Katlakalns (Riga)
Katlakalns est un voisinage de la banlieue de Zemgale à Riga en Lettonie.

## Géographie
Katlakalns borde les quartiers de Sala,  Maskavas forštate, Ķengarags (tous deux reliés par le pont du Sud) et Bišumuiža, ainsi que la partie sud du novads de Ķekava. 
Les limites du quartier Katlakalnas sont les rivières Bieķengrāvis (lv) et Bišumuižas grāvis (lv), le fleuve Daugava, la limite de la ville, la rue Bauskas iela.
La superficie totale du quartier Katlakalnas est de 1,554 km2, soit environ 60% de moins que la superficie moyenne des quartiers de Riga. 
La longueur du périmètre du quartier est de 6 028 mètres.
Les habitants du quartier sont peu nombreux.
Les constructions sont des bâtiments industriels et des immeubles de bureaux.

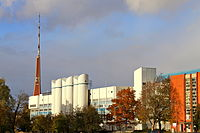
Laiterie de Riga à Katlakalns.

## Transports
- Bus: 	 	12, 23, 60
- Trolleybus: